# Casaletto Vaprio
Casaletto Vaprio é uma comuna italiana da região da Lombardia, província de Cremona, com cerca de 1.314 habitantes. Estende-se por uma área de 5 km², tendo uma densidade populacional de 263 hab/km². Faz fronteira com Campagnola Cremasca, Capralba, Cremosano, Quintano, Trescore Cremasco.

## Demografia
| Variação demográfica do município entre 1861 e 2011                               |
|                                                                                   |
| Fonte: Istituto Nazionale di Statistica (ISTAT) - Elaboração gráfica da Wikipedia |